# Lindberga församling
Lindberga församling är en församling i Varbergs och Falkenbergs kontrakt i Göteborgs stift. Församlingen utgör ett eget pastorat och ligger i Varbergs kommun i Hallands län.

## Administrativ historik
Församlingen bildades 2010 när Valinge, Stamnareds och Torpa församlingar gick upp i Lindbergs församling som då namnändrades. Församlingen utgör därefter ett eget pastorat.

## Kyrkor
- Lindbergs kyrka
- Stamnareds kyrka
- Torpa kyrka
- Valinge kyrka